# Egbert van Kampen

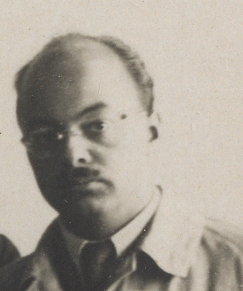
Egbert van Kampen

Egbert Rudolf van Kampen (* 28. Mai 1908 in Berchem, Provinz Antwerpen, Belgien; † 11. Februar 1942 in Baltimore, USA) war ein niederländischer Mathematiker, der heute noch für Arbeiten in der algebraischen Topologie (zum Beispiel Dualitätssätze) bekannt ist.

## Leben
Van Kampen wurde als Sohn eines niederländischen Buchhalters geboren, als dieser in Belgien arbeitete. Van Kampen ging in Den Haag zur Schule, wo er durch sein mathematisches Talent auffiel. 1924 begann er an der Universität Leiden zu studieren. Nach seinem Abschluss 1927 besuchte er die Universität Göttingen, wo er Bartel Leendert van der Waerden und Pawel Alexandrow traf, die ihn für Topologie interessierten. 1929 wurde er in Leiden bei Willem van der Woude promoviert (Die kombinatorische Topologie und die Dualitätssätze). 1928 war er in Hamburg bei Emil Artin, was zu seiner ersten Veröffentlichung führte, in der er eine Vermutung von Artin aus der Knotentheorie durch ein Gegenbeispiel widerlegte. 1930 wurde er Assistent von Jan Schouten in Delft, mit dem er über dessen Spezialgebiet Tensoranalysis veröffentlichte. 1931 ging er in die USA und wurde Assistent an der Johns Hopkins University, wo er Oscar Zariski traf, was im Zariski-van-Kampen-Satz über die gruppentheoretische Darstellung (durch Erzeuger und Relationen) der Fundamentalgruppe des Komplements einer algebraischen Kurve seinen Niederschlag fand. 1933 veröffentlichte er dazu eine Arbeit, die den Satz von van Kampen (auch Satz von Seifert-van-Kampen genannt) enthielt über die Berechnung der Fundamentalgruppe topologischer Räume {\displaystyle X} aus den Fundamentalgruppen von (wegzusammenhängenden) Teilräumen, die {\displaystyle X} überdecken. Ab 1933 war er unter anderem bei John von Neumann am Institute for Advanced Study in Princeton, wo er über Dualitätssätze der algebraischen Topologie arbeitete, die kurz zuvor Lew Pontrjagin für den Spezialfall kompakter abelscher Gruppen bewies (heute deshalb Pontrjagin-van-Kampen-Dualität genannt). Die Zusammenarbeit mit von Neumann und die Bekanntschaft mit Aurel Wintner an der Johns Hopkins University führte 1937 zu Arbeiten über fastperiodische Funktionen. Er arbeitete auch mit Mark Kac und Paul Erdős zusammen. Ende der 1930er Jahre wurde bei ihm Krebs diagnostiziert. Er wurde mehrmals operiert, starb aber an dieser Erkrankung Anfang 1942.